# Günther Prien
Günther Prien (Osterfeld, 16 gennaio 1908 – Oceano Atlantico, 7 marzo 1941) è stato un ufficiale tedesco, durante la seconda guerra mondiale tra i dieci migliori assi degli U-boot della Kriegsmarine nel corso della seconda battaglia dell'Atlantico. Sotto il suo comando il sottomarino U-47 affondò più di 30 navi Alleate per quasi 200 000 tonnellate. Il suo "colpo" più importante fu l'affondamento della nave da battaglia britannica HMS Royal Oak ancorata nella base navale di Scapa Flow, nelle isole Orcadi, in seguito al quale fu soprannominato "il toro di Scapa Flow".

## Biografia

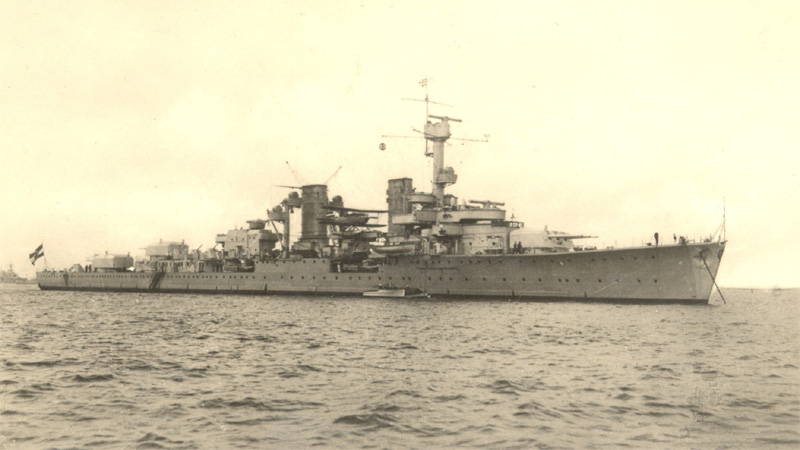
L'incrociatore leggero tedesco Königsberg, primo imbarco di Günther Prien

Nato a Osterfeld, in Sassonia-Anhalt, Prien intraprese giovanissimo la vita di mare e nel 1925, a soli 17 anni, sopravvisse al naufragio dell'Hamburg lungo le coste irlandesi. Ottenuto il brevetto di ufficiale della marina mercantile, fu tuttavia costretto ad abbandonare il servizio a causa della difficile situazione della marina tedesca, dovuta alla grande depressione che investì anche la Germania del 1929. Nel 1933 entrò nella Reichsmarine, servendo inizialmente sull'incrociatore leggero Königsberg, prima di essere trasferito agli U-Boot nell'ottobre del 1935, venendo promosso nello stesso anno Leutnant zur See, guardiamarina, e, nel 1937, Oberleutnant zur See, sottotenente di vascello.
Prien fu nominato, il 17 dicembre 1938, comandante di uno dei nuovi sommergibili di Tipo VIIB, l'U-47, e il 1º febbraio dell'anno successivo venne ulteriormente promosso Kapitänleutnant, tenente di vascello; all'inizio del conflitto egli si trovava già in navigazione e il 4 settembre 1939 affondò in posizione 45° 29' N - 9° 45' W il piccolo cargo inglese Bosnia, il giorno successivo, nella stessa zona, la nave Rio Claro, e il giorno dopo un terzo, il Gartavon.

## L'impresa di Scapa Flow

Mappa del raid dell'U-47 all'interno della base di Scapa Flow

La notte tra il 13 e il 14 ottobre 1939, Prien riuscì a penetrare nella base navale britannica di Scapa Flow; la base, sede della Home Fleet e luogo di auto affondamento della Hochseeflotte al termine della prima guerra mondiale, era sita nelle isole Orcadi, nel Nord della Scozia, e i suoi ingressi erano sorvegliati dal pattugliamento delle navi inglesi, rafforzato dalla protezione formata da relitti di navi affondate e reti di acciaio, ma l'ammiraglio Karl Dönitz, comandante della flotta sottomarina tedesca, Befehlshaber der U-Boote, aveva rilevato da alcune fotografie aeree della base, che tra due delle carcasse che bloccavano l'ingresso orientale vi era un passaggio. L'ingresso orientale della base si chiama Kirk Sound, è uno stretto e tumultuoso braccio di mare, compreso tra le coste rocciose dell'isola di Pomona e le rive sabbiose di Lamb Holm. Una spia tedesca, il capitano Wehring, scoprì che questo canale era stato sbarrato da tre pontoni che però a causa della corrente si erano distanziati l'uno dall'altro permettendo l'accesso anche a piccoli piroscafi. Il 12 settembre, a guerra iniziata da circa due settimane, Wehring informa l'Abhwer (nel frattempo Canaris è diventato il capo di tutto il servizio segreto militare) della preziosa scoperta. La seconda fase dell'Operazione Baldur poteva iniziare. Infatti, accanto all'isola di Lamb Holm, vi era un passaggio largo circa 17 metri che avrebbe permesso a un sommergibile di penetrarvi. L'ammiraglio dette ordine a quello che considerava il migliore dei suoi comandanti di U-Boot di tentare un'azione, lasciandogli tuttavia la discrezionalità, una volta giunto a destinazione, di valutare se compiere oppure no l'impresa.
Prien, giunto nei pressi della costa scozzese, a circa 28 chilometri dall'ingresso della rada, si immerse, rimanendo adagiato sul fondo per circa 20 ore, in attesa del momento propizio per tentare di forzare le difese della base; una volta emerso egli riscontrò l'assenza di luna ma la zona era fortemente rischiarata dall'aurora boreale e il pericolo di essere avvistato era decisamente alto e inoltre, mentre il sommergibile avanzava, apparvero, nello spazio tra le due navi, una fune spessa 30 centimetri e diversi cavi spessi 15 centimetri: Prien, a causa della forte corrente, era impossibilitato a invertire la rotta e ordinò di deviare verso il centro del blocco, confidando che in quel punto i cavi fossero più bassi, permettendo al sommergibile di scivolarvi sopra e il tentativo sembrò riuscire ma l'attrito con i cavi inclinò il sommergibile che rimase incagliato e solo espellendo l'aria dai cassoni di stabilizzazione fu possibile proseguire e, alle 00:57, Prien si trovava all'interno della base di Scapa Flow.

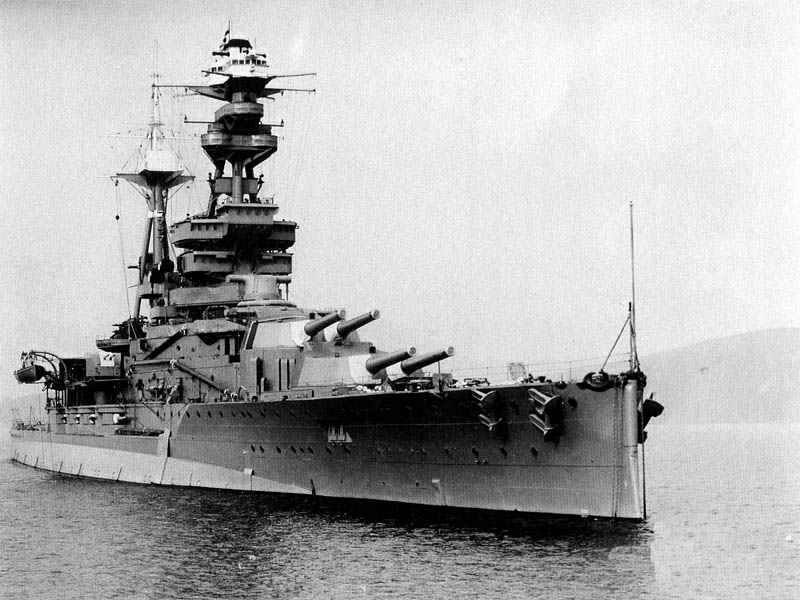
La corazzata inglese HMS Royal Oak, affondata dall'U-47 nell'attacco alla base navale di Scapa Flow

L'entusiasmo del comandante tedesco tuttavia venne presto frustrato nel momento in cui, dopo avere navigato in direzione est per circa tre miglia, si accorse che la Home Fleet non si trovava a Scapa Flow e allora invertì la rotta, portandosi nel lato nord ovest della base, e riuscì a scorgere le sagome di due navi, distanti circa un miglio l'una dall'altra: una era la corazzata HMS Royal Oak, una prestigiosa unità della marina britannica che, nel 1916, aveva partecipato alla battaglia dello Jutland, lunga 187 metri, con un dislocamento di 29 150 tonnellate, mentre l'altra, scambiata inizialmente per una nave da guerra, era la HMS Pegasus, una nave appoggio idrovolanti, e a quel punto Prien ordinò l'attacco.
Fu lanciata una salva di tre siluri, due diretti verso la nave più vicina e uno verso quella più lontana, ma uno solo di questi colpì il bersaglio, danneggiando in modo non grave la corazzata e provocando la messa in allarme della base che fu immediatamente illuminata a giorno; Prien invertì la rotta, lanciando un siluro di poppa che non esplose, e nel contempo facendo ricaricare i siluri di prua, ma quando tutto faceva pensare a una fuga da parte del sommergibile ormai scoperto egli si diresse nuovamente verso le navi inglesi lanciando una seconda salva dopo circa 40 minuti di manovra all'interno della base.

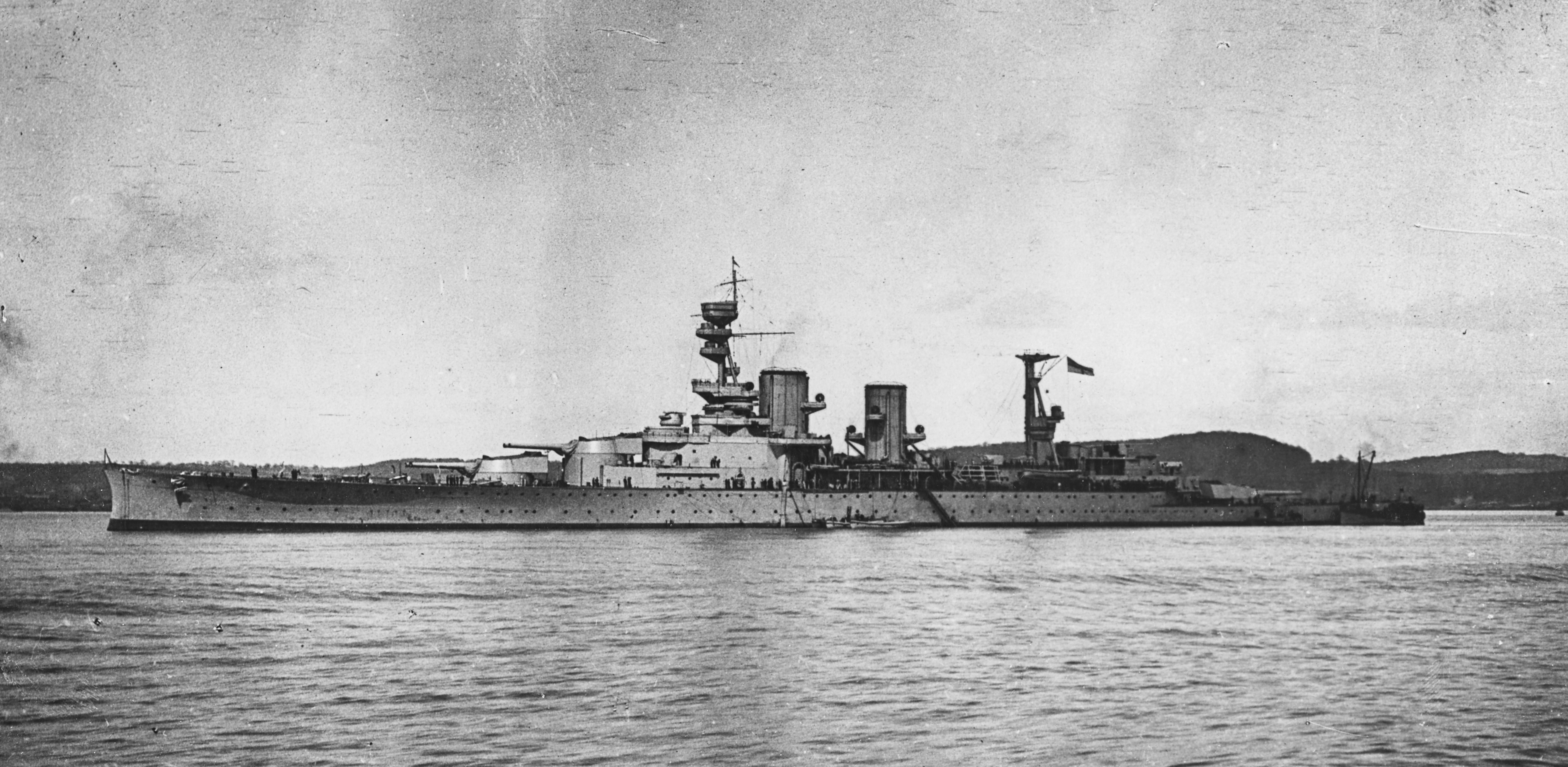
L'incrociatore da battaglia inglese HMS Repulse, danneggiato dall'U-47 durante l'attacco alla base navale di Scapa Flow

Il secondo attacco ebbe successo e i siluri colpirono l'incrociatore da battaglia HMS Repulse danneggiandolo e nuovamente la corazzata, provocando l'esplosione della santabarbara: la deflagrazione fu devastante e la nave si inabissò rapidamente sul basso fondale trascinando con sé l'equipaggio e i morti furono 786, tra cui il comandante, il contrammiraglio Henry Blagrove; terminata l'azione I'U-47 percorse a tutta velocità la via del ritorno, con il pericolo, oltre a quello di essere catturato o affondato dai cacciatorpediniere inglesi, della marea che iniziava a calare, rendendo impossibile il transito attraverso il passaggio, ma questa volta Prien scelse un percorso differente, a sud delle navi di blocco, e, sospinto dal forte riflusso, riuscì a dirigersi verso le acque del Mare del Nord, dopo circa due ore dall'ingresso nella base, giungendo tre giorni dopo a Wilhelmshaven, dove venne accolto trionfalmente dall'ammiraglio Dönitz e dal comandante della Kriegsmarine, il Großadmiral Erich Raeder.
Al termine dei festeggiamenti Prien, insieme al suo equipaggio, venne convocato a Berlino da Hitler che personalmente gli conferì la Croce di Cavaliere della Croce di Ferro, divenendo il primo membro della Kriegsmarine a ricevere questa alta onorificenza; dopo la sua impresa ricevette inoltre il soprannome Der Stier von Scapa Flow, il toro di Scapa Flow, e il disegno di un toro fu verniciato sulla torretta dell'U-47, divenendo l'emblema dell'intera 7ª flottiglia U-Boot.

## La morte
Ritornato in mare, Prien continuò a perlustrare l'Atlantico e ad affondare le navi mercantili alleate, venendo decorato, per i suoi successi, con le fronde di quercia della Croce di Cavaliere, nel 1940. Morì poco tempo dopo essere stato promosso Korvettenkapitän, scomparendo insieme a tutto l'equipaggio dell'U-47, il 7 marzo del 1941.
Sebbene fosse rimasto in mare per meno di due anni, Prien fu tra migliori assi tra i comandanti di U-Boot della seconda guerra mondiale: in 238 giorni trascorsi in mare, affondò 30 navi nemiche per un tonnellaggio complessivo di 193808 t. L'ammiraglio Karl Dönitz disse, a proposito di Prien, che egli «era tutto ciò che un uomo doveva essere: una grande personalità, piena d'impegno, energia e gioia di vivere, totalmente dedito al dovere».

## Affondamenti
| Data              | Nave                   | Nazione     | Tonnellaggio | Esito                       |
| ----------------- | ---------------------- | ----------- | ------------ | --------------------------- |
| 5 settembre 1939  | SS Bosnia              | Regno Unito | 2 407        | Affondata a 45°29′N 9°45′W  |
| 6 settembre 1939  | SS Rio Claro           | Regno Unito | 4 086        | Affondata a 46°30′N 12°00′W |
| 7 settembre 1939  | SS Gartavon            | Regno Unito | 1 777        | Affondata a 47°04′N 11°32′W |
| 14 ottobre 1939   | HMS Royal Oak          | Regno Unito | 29 150       | Affondata a 58°55′N 2°59′W  |
| 28 novembre 1939  | HMS Norfolk            | Regno Unito | 10 035       | Danneggiata                 |
| 5 dicembre 1939   | SS Novasota            | Regno Unito | 8 795        | Affondata a 50°43′N 10°16′W |
| 6 dicembre 1939   | MV Britta              | Norvegia    | 6 214        | Affondata a 49°19′N 5°35′W  |
| 7 dicembre 1939   | MV Tajandoen           | Paesi Bassi | 8 159        | Affondata a 49°09′N 4°51′W  |
| 25 marzo 1940     | SS Britta              | Danimarca   | 1 146        | Affondata a 60°00′N 4°19′W  |
| 14 giugno 1940    | SS Balmoralwood        | Regno Unito | 5 834        | Affondata a 50°19′N 10°28′W |
| 21 giugno 1940    | SS San Fernando        | Regno Unito | 13 056       | affondata a 50°20′N 10°24′W |
| 24 giugno 1940    | SS Cathrine            | Panama      | 1 885        | Affondata a 50°08′N 14°00′W |
| 27 giugno 1940    | SS Lenda               | Norvegia    | 4 005        | Affondata a 50°12′N 13°18′W |
| 27 giugno 1940    | SS Leticia             | Paesi Bassi | 2 580        | Affondata a 50°11′N 13°15′W |
| 29 giugno 1940    | SS Empire Toucan       | Regno Unito | 4 421        | Affondata a 49°20′N 13°52′W |
| 30 giugno 1940    | SS Georgios Kyriakides | Grecia      | 4 201        | Affondata a 50°25′N 14°33′W |
| 2 luglio 1940     | SS Arandora Star       | Regno Unito | 15 501       | Affondata a 55°20′N 10°33′W |
| 2 settembre 1940  | SS Ville de Mons       | Belgio      | 7 463        | Affondata a 58°20′N 12°00′W |
| 4 settembre 1940  | SS Titan               | Regno Unito | 9 035        | Affondata a 58°14′N 15°50′W |
| 7 settembre 1940  | SS Neptunian           | Regno Unito | 5 155        | Affondata a 58°27′N 17°17′W |
| 7 settembre 1940  | SS José de Larrinaga   | Regno Unito | 5 303        | Affondata a 58°30′N 16°10′W |
| 7 settembre 1940  | SS Gro                 | Norvegia    | 4 211        | Affondata a 58°30′N 16°10′W |
| 9 settembre 1940  | SS Possidon            | Grecia      | 3 840        | Affondata a 56°43′N 9°16′W  |
| 21 settembre 1940 | SS Elmbank             | Regno Unito | 5 156        | Danneggiata                 |
| 19 ottobre 1940   | SM Uganda              | Regno Unito | 4 966        | Affondata a 56°35′N 17°15′W |
| 19 ottobre 1940   | MV Shirak              | Belgio      | 6 023        | Danneggiata                 |
| 19 ottobre 1940   | SS Wandby              | Regno Unito | 4 947        | Affondata a 56°45′N 17°07′W |
| 20 ottobre 1940   | SS La Estancia         | Regno Unito | 5 185        | Affondata a 57°N 17°W       |
| 20 ottobre 1940   | SS Whitford Point      | Regno Unito | 5 026        | Affondata a 56°38′N 16°00′W |
| 20 ottobre 1940   | MV Athelmonarch        | Regno Unito | 8 995        | Danneggiata                 |
| 8 novembre 1940   | MV Gonçalo Velho       | Portogallo  | 8 995        | Danneggiata                 |
| 2 dicembre 1940   | SS Ville d'Arlon       | Belgio      | 7 555        | Affondata a 55°00′N 18°30′W |
| 2 dicembre 1940   | MV Conch               | Regno Unito | 8 376        | Danneggiata                 |
| 2 dicembre 1940   | MV Dunsley             | Regno Unito | 8 376        | Danneggiata                 |
| 26 febbraio 1941  | SS Kasongo             | Belgio      | 5 254        | Affondata a 55°50′N 14°20′W |
| 26 febbraio 1941  | MV Diala               | Regno Unito | 8 106        | Danneggiata                 |
| 26 febbraio 1941  | MV Rydboholm           | Svezia      | 3 197        | Affondata a 55°32′N 14°24′W |
| 26 febbraio 1941  | MV Borgland            | Norvegia    | 3 636        | Affondata a 55°45′N 14°29′W |
| 28 febbraio 1941  | SS Holmlea             | Regno Unito | 4 233        | affondata a 54°24′N 17°25′W |
| 7 marzo 1941      | MV Terje Viken         | Regno Unito | 8 106        | Danneggiata                 |